# Martin Grzimek
Martin Grzimek (* 8. April 1950 in Trutzhain, Hessen) ist ein deutscher Schriftsteller.

## Leben
Martin Grzimek wuchs als jüngster von vier Söhnen einer neu angesiedelten schlesischen Flüchtlingsfamilie in dem vormaligen Gefangenenlager Trutzhain in Hessen auf. Nach dem Abitur auf der Melanchthon-Schule Steinatal studierte er ab 1968 Theaterwissenschaft in Berlin und ab 1972 Philosophie und Germanistik an der Universität Heidelberg. Ab 1977 arbeitete er als Lehrer für Deutsch als Fremdsprache. Von 1984 bis 1986 war er Dozent für deutsche Literatur an der privaten Schiller International University in Heidelberg. Von 1986 bis 1992 lebte er als freier Schriftsteller in der venezolanischen Hauptstadt Caracas, wo er daneben dem Direktorium des dortigen Goethe-Instituts angehörte. Die Jahre von 1997 bis 2000 verbrachte Grzimek in Santiago de Chile. Gegenwärtig lebt er mit seiner Familie in Nußloch bei Heidelberg.
Martin Grzimek ist Mitglied des PEN-Zentrums Deutschland und der Akademie der Freien Künste in Mannheim. Er erhielt u. a. 1980 den Hermann-Hesse-Preis, 1981 den Rauriser Literaturpreis, 1983 den Förderpreis des Kulturkreises im Bundesverband der Deutschen Industrie sowie 1993 den Friedrich-Glauser-Preis der „Autorengruppe deutschsprachige Kriminalliteratur“ Das Syndikat.

## Werke
- Berger, München 1980
- Stillstand des Herzens, München 1982
- Trutzhain, München  1984
- Die Beschattung, München 1989
- El factor tropical, Caracas 1992
- Feuerfalter, München  1992
- Ein Bärenleben, München  1995 (zusammen mit Marcus Herrenberger)
- Mostar – Skizzen und Splitter, Heidelberg 1995
- Von einem, der verzweifelt versucht, sich zu verlieben, München 1995
- Rudi bärenstark, München 1998 (zusammen mit Marcus Herrenberger)
- Das Austernfest, Hamburg 2004
- Die unendliche Straße, München 2005
- Tristan - Roman um Treue, Liebe und Verrat, München 2011
- Ich, Hannibal und der Floh. Mit Bildern von Hildegard Müller, dtv, München 2018, ISBN 978-3-423-64043-5

## Auszeichnungen
- 1980 Aufenthaltsstipendium in für junge deutschsprachige Autoren des Literarischen Colloquiums Berlin
- 1980 Förderpreis des Hermann-Hesse-Preises
- 1981 Rauriser Literaturpreis
- 1982 Förderpreis Literatur des Kulturkreises der Deutschen Wirtschaft
- 1993 Jahresstipendium für Schriftsteller des Ministeriums für Wissenschaft und Kunst des Landes Baden-Württemberg
- 1993 Deutscher Krimi Preis (2. Preis) für „Feuerfalter“.
- 1993 Friedrich-Glauser-Preis
- 2001 Arbeitsstipendium Künstlerhaus Edenkoben
- 2012 Friedrich-Gerstäcker-Preis